# Lista de primeiras-damas da Colômbia

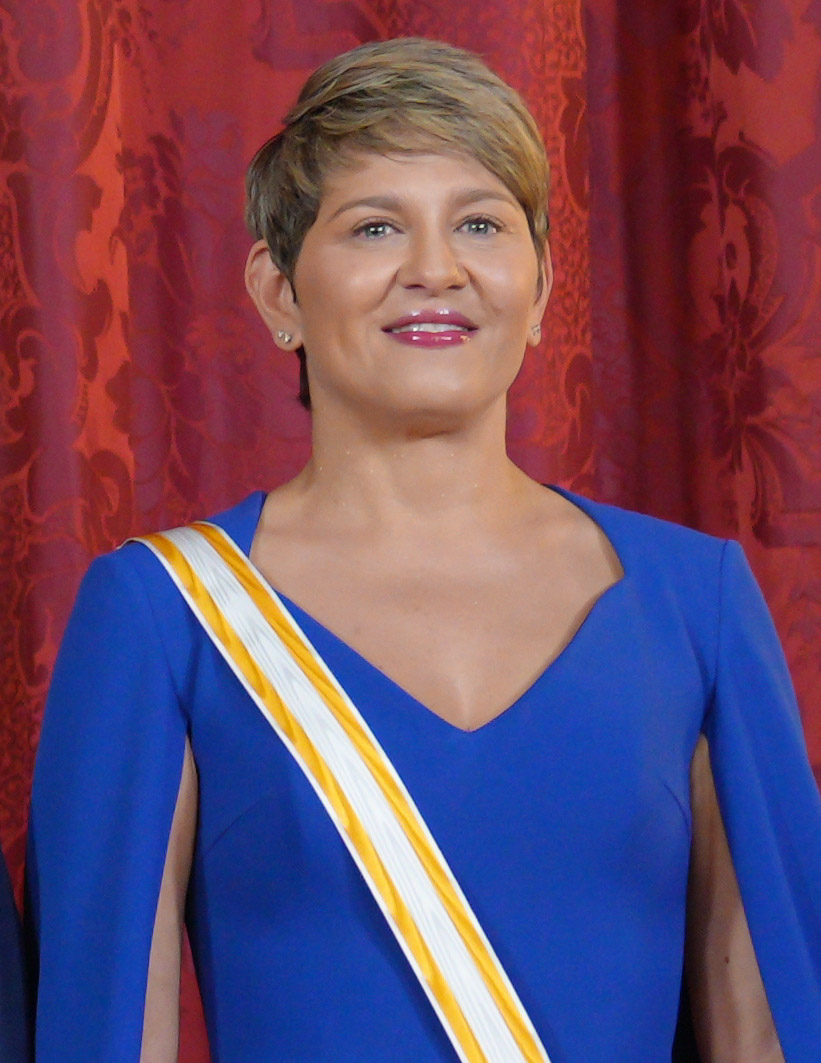
Verónica Alcocer, a atual primeira-dama da Colômbia

Esta é a lista das primeiras-damas da Colômbia, título da anfitriã da Casa de Nariño. O cargo é tradicionalmente ocupado pela esposa do Presidente da Colômbia, mas em ocasiões especiais, o título pode ser aplicado a mulheres que não sejam esposas do Presidente, como quando o Presidente é solteiro ou viúvo, ou quando a esposa do Presidente não pode para servir sozinha apenas as funções de primeira-dama. O cargo não é eletivo; Ele não exerce funções oficiais e não recebe salário.  No entanto, ele participa de muitas cerimônias oficiais e funções de Estado, seja ao lado do presidente ou em seu lugar.

## Lista
Listadas abaixo estão todas as primeiras-damas desde a sua criação em 1934, até o momento todas foram casadas com o presidente em exercício e apenas uma morreu no cargo.
| Primeira-dama | Primeira-dama     | Primeira-dama                  | Data de casamento       | Período na Casa de Nariño | Período na Casa de Nariño | Presidente                 | Referências          |
| ------------- | ----------------- | ------------------------------ | ----------------------- | ------------------------- | ------------------------- | -------------------------- | -------------------- |
| 1             |                   | Soledad Román de Núñez         | 14 de julho de 1877     | 1º de abril de 1886       | 18 de setembro de 1894    | Rafael Núñez               | [ 6 ] [ 7 ]          |
| 2             |                   | Ana de Narváez Guerra          | 15 de fevereiro de 1873 | 18 de setembro de 1894    | 7 de agosto de 1898       | Miguel Antonio Caro        |                      |
| 3             |                   | Nazaria Domínguez              |                         | 7 de agosto de 1898       | 31 de julho de 1900       | Manuel Antonio Sanclemente |                      |
| 4             |                   | Matilde Osorio Ricaurte        |                         | 31 de julho de 1900       | 7 de agosto de 1904       | José Manuel Marroquín      |                      |
| 5             |                   | Sofía Angulo de Reyes          |                         | 7 de agosto de 1904       | 27 de julho de 1909       | Rafael Reyes               |                      |
| 6             |                   | Antonia Ferrero Atalaya        |                         | 7 de agosto de 1909       | 7 de agosto de 1910       | Ramón González Valencia    |                      |
| 7             |                   | Isabel Gaviria Duque           | 16 de abril de 1890     | 7 de agosto de 1910       | 7 de agosto de 1914       | Carlos Eugenio Restrepo    |                      |
| 8             |                   | Elvira Cárdenas                |                         | 7 de agosto de 1914       | 7 de agosto de 1918       | José Vicente Concha        |                      |
| 9             |                   | María Antonia Suárez           | Pai                     | 7 de agosto de 1918       | 11 de novembro de 1921    | Marco Fidel Suárez         |                      |
| 10            |                   | Cecilia Arboleda de Holguín    | 9 de agosto de 1877     | 11 de novembro de 1921    | 7 de agosto de 1922       | Jorge Holguín              |                      |
| 11            |                   | Carolina Vásquez Uribe         |                         | 7 de agosto de 1922       | 7 de agosto de 1926       | Pedro Nel Ospina           |                      |
| 12            |                   | Leonor de Velasco Álvarez      | 5 de junho de 1926      | 7 de agosto de 1926       | 7 de agosto de 1930       | Miguel Abadía Méndez       |                      |
| 13            |                   | María Teresa Londoño           | 2 de dezembro de 1911   | 7 de agosto de 1930       | 7 de agosto de 1934       | Enrique Olaya Herrera      |                      |
| 14            |                   | María Michelsen de López       | 26 de maio de 1919      | 7 de agosto de 1934       | 7 de agosto de 1938       | Alfonso López Pumarejo     | [ 8 ] [ 9 ]          |
| 15            | Lorenza Villegas  | Lorenza Villegas de Santos     | 6 de janeiro de 1917    | 7 de agosto de 1938       | 7 de agosto de 1942       | Eduardo Santos Montejo     | [ 10 ] [ 11 ]        |
| 16            |                   | María Michelsen de López       | 26 de maio de 1919      | 7 de agosto de 1942       | 7 de agosto de 1946       | Alfonso López Pumarejo     |                      |
| 17            |                   | Bertha Hernández de Ospina     | 10 de janeiro de 1920   | 7 de agosto de 1946       | 7 de agosto de 1950       | Mariano Ospina Pérez       | [ 12 ] [ 13 ]        |
| 18            |                   | María Hurtado de Gómez         | 9 de setembro de 1916   | 7 de agosto de 1950       | 13 de junho de 1953       | Laureano Gómez             | [ 14 ]               |
| 19            |                   | Carolina Correa Londoño        | 30 de janeiro de 1930   | 13 de junho de 1953       | 10 de maio de 1957        | Gustavo Rojas Pinilla      | [ 15 ]               |
| 20            |                   | Bertha Puga Martinez           | 10 de março de 1931     | 7 de agosto de 1958       | 7 de agosto de 1962       | Alberto Lleras Camargo     | [ 16 ] [ 17 ]        |
| 21            |                   | Susana López de Valencia       | 9 de agosto de 1931     | 7 de agosto de 1962       | 10 de maio de 1964        | Guillermo León Valencia    | [ 18 ]               |
| Vacante       | Vacante           | Vacante                        | Vacante                 | 10 de maio de 1964        | 7 de agosto de 1966       | Guillermo León Valencia    | [ 18 ]               |
| 22            |                   | Cecilia de la Fuente de Lleras | 14 de julho de 1933     | 7 de agosto de 1966       | 7 de agosto de 1970       | Carlos Lleras Restrepo     | [ 19 ] [ 20 ]        |
| 23            | First Lady Arango | María Cristina Arango          | 20 de fevereiro de 1951 | 7 de agosto de 1970       | 7 de agosto de 1974       | Misael Pastrana Borrero    | [ 21 ] [ 22 ]        |
| 24            |                   | Cecilia Caballero Blanco       | 14 de abril de 1938     | 7 de agosto de 1974       | 7 de agosto de 1978       | Alfonso López Michelsen    | [ 23 ] [ 24 ]        |
| 25            |                   | Nydia Quintero Turbay          | 10 de setembro de 1948  | 7 de agosto de 1978       | 7 de agosto de 1982       | Julio César Turbay         | [ 25 ] [ 26 ]        |
| 26            |                   | Rosa Helena Álvarez            | 21 de janeiro de 1946   | 7 de agosto de 1982       | 7 de agosto de 1986       | Belisario Betancur         | [ 27 ] [ 28 ]        |
| 27            |                   | Carolina Isakson de Barco      | 1º de julho de 1950     | 7 de agosto de 1986       | 7 de agosto de 1990       | Virgilio Barco             | [ 29 ] [ 30 ]        |
| 28            |                   | Ana Milena Muñoz de Gaviria    | 20 de junho de 1978     | 7 de agosto de 1990       | 7 de agosto de 1994       | César Gaviria              | [ 31 ] [ 32 ]        |
| 29            |                   | Jacquin Strouss Lucena         | 16 de junho de 1979     | 7 de agosto de 1994       | 7 de agosto de 1998       | Ernesto Samper             | [ 33 ] [ 34 ]        |
| 30            |                   | Nohra Puyana de Pastrana       | 20 de março de 1981     | 7 de agosto de 1998       | 7 de agosto de 2002       | Andrés Pastrana            | [ 35 ] [ 36 ]        |
| 31            |                   | Lina Moreno de Uribe           | 1º de dezembro de 1979  | 7 de agosto de 2002       | 7 de agosto de 2010       | Álvaro Uribe               | [ 37 ] [ 38 ]        |
| 32            |                   | María Clemencia de Santos      | 10 de setembro de 1987  | 7 de agosto de 2010       | 7 de agosto de 2018       | Juan Manuel Santos         | [ 39 ] [ 40 ] [ 41 ] |
| 33            |                   | María Juliana Ruiz             | 15 de fevereiro de 2003 | 7 de agosto de 2018       | 7 de agosto de 2022       | Iván Duque                 | [ 42 ] [ 43 ] [ 44 ] |
| 34            |                   | Verónica Alcocer               | 14 de julho de 2000     | 7 de agosto de 2022       | até a atualidade          | Gustavo Petro              | [ 45 ] [ 46 ]        |